# Samm Levine
Samuel Franklin Levine (Chicago, Illinois; 12 de marzo de 1982), más conocido como Samm Levine, es un actor estadounidense de cine y televisión.  Es más famoso por su papel como Neal Schweiber en la serie de corta duración de la NBC, Freaks and Geeks, y como el soldado Hirschberg en la película Inglourious Basterds, dirigida por Quentin Tarantino.
Además, Levine ha aparecido en Spin City, The Steve Harvey Show, Boston Public, Undeclared, Raising Dad, The Drew Carey Show, That's So Raven, Life as We Know It, That '70s Show, How I Met Your Mother, My Name Is Earl, Entourage, Veronica Mars and Family Guy. Sus créditos en cine incluyen Not Another Teen Movie, Club Dread, Pulse, Sydney White y Anderson's Cross.
Levine nació en Chicago, Illinois; su padre era un dentista (tal como el padre de su personaje, Neal Schweiber, en Freaks and Geeks). Levine es el más joven de los miembros del New York Friars' Club. Levine añadió una 'M' extra a su nombre porque el sindicato de actores ya tenía en su lista un 'Sam Levine'.